# Thomas Diamond
Pour les articles homonymes, voir Diamond.
Thomas Nicklaus Diamond (né le 6 avril 1983 à Metairie, Louisiane, États-Unis) est un ancien lanceur droitier de baseball ayant évolué dans les Ligues majeures pour les Cubs de Chicago durant la saison 2010.

## Carrière
Thomas Diamond est d'abord repêché au 38e tour par les Devil Rays de Tampa Bay en 2001 mais ne signe pas avec l'équipe, choisissant plutôt de rejoindre les Privateers de l'université de La Nouvelle-Orléans. Il devient le choix de première ronde des Rangers du Texas en 2004. Il est le 10e joueur choisi au total dans cette séance de repêchage.
Au cours de sa carrière dans les ligues mineures avec l'organisation des Rangers, Diamond subit une blessure au coude qui nécessite une opération de type Tommy John. Il rate toute la saison de baseball 2007. Ses performances en souffrent à son retour au jeu, et les Rangers cèdent éventuellement le lanceur au ballottage, ce qui permet aux Cubs de Chicago de le recruter le 4 septembre 2009.
Diamond fait ses débuts dans les majeures comme lanceur partant des Cubs de Chicago face aux Brewers de Milwaukee, le 3 août 2010. Il retire 10 frappeurs adverses sur des prises en six manches au monticule, égalant le record d'équipe pour le plus grand nombre de retraits sur des prises à son premier match en carrière. Il partage désormais ce record avec Mark Prior, qui l'avait établi le 22 mai 2002 contre Pittsburgh. Malheureusement pour Diamond, les Cubs s'inclinent 4-3 et il est crédité d'une défaite. En 2010, la seule saison où il joue au plus haut niveau, Diamond effectue 3 départs pour les Cubs et ajoute 13 présences en relève. Sa moyenne de points mérités se chiffre à 6,83 en 29 manches lancées, avec 36 retraits sur des prises mais 18 buts-sur-balles accordés à l'adversaire. Il gagne un match et en perd trois.